# Pronúncias não nativas de inglês
Pronúncias não nativas do inglês ou gírias não nativas (do próprio inglês) são, o resultado do fenômeno comum linguístico, onde o qual os usuários não-nativos de outra língua tendem levar a entonação a processos fonológicos.
Isto normalmente é observado pela fala do Estrangeiro ou não possuem a língua materna o inglês observando também as regras da pronúncia das línguas maternas dabem uma identidade do inglês falado. Isto é observado pela fala do estrangeiro, possue a confusão da fala, ou não possue o próprio inglês como língua materna. Exemplo: ao tentar pronunciar a palavra "Math", uma pessoa acaba por pronunciar, equivocadamente, como "Matt".

## Resumo
A fala de não-nativos de inglês podem exibir pronúncias características do resultado vindos de tais falantes aprenderem imperfeitamente a pronúncia do inglês, ou por transferirem as regras fonológicas das línguas maternas deles para o inglês ("interferência") ou através da implementação de estratégias semelhantes aos utilizados na aquisição da linguagem primária. Eles podem também criarem inovadoras pronúncias para os sons do inglês não encontrados nos falantes como primeira língua.
A idade em que falantes começam a imergirem num idioma (tal como o inglês) está ligada ao grau em que os falantes nativos tem habilidade de detectar um sotaque não-nativo; a exata natureza da ligação é discutida entre estudiosos e pode ser afetada por "neuroplasticidade, desenvolvimento cognitivo, motivação, estágios sociais, instrução formal, aptidão de aprender idiomas", e a uso das primeiras (L1) e segundas (L2) línguas deles.
Inglês é incomum em que falantes raramente produzem um encontro consonantal audível e geralmente as sobrepõem em tempos de constrição. Falar inglês com um tempo padrão dramaticamente diferente pode levar a fala difícil de entender.
Mais transparentemente, diferentes distinções fonológicas entre um falante como primeira língua e inglês cria uma tendência a neutralizar tais distinções em inglês, e diferencias no inventário ou distribuição dos sons podem causar substituições dos sons nativos no lugar dos difíceis sons da língua inglesa e/ou a simples eliminação. Isso é mais comum quando a distinção é sútil entre os sons do inglês ou entre um som do inglês e dum falante materno. Enquanto isto não é evidente sugerir que uma simples ausência de um som ou sequência num inventário fonológico dum idioma faz com que seja difícil para aprender, vários modelos teóricos tem presumido que as percepções duma fala não-nativa refletem ambos as propriedades do abstrato fonológico e detalhes fonéticos da língua nativa.
Tais características podem ser transmitidas para as crianças bilíngues, que será então exibidas um número das mesmas características iguais como se fossem monolíngues.

## Exemplos

### Árabe
- Falantes quando pretendem falar como uma variante rótica e pronúncia /r/ como [ɾ] ou [r].[9]
- Falantes tendem a ter dificuldade ao pronunciar /p/.

### Português brasileiro
Várias pronuncias misturadas estão prestes a acontecer entre falantes brasileiros em nível L2 de inglês, entre os quais:
Pronunciação das vogais
- Confusão de /ɪ/ e /iː/, habitualmente realizado como [i], e de /ʊ/ e /uː/, usualmente realizado como [u].
- Especialmente no contexto britânico, confusão de /əʊ/ e /ɒ/. O brasileiro /ɔ/ é equivalente ao Inglês RP /ɒ/, e a ortografia inglesa raramente faz uma clara demarcação entre os fonemas, assim cold (idealmente [ˈkɜʊ̯ɫd]) pode ser homófono com called /ˈkɔːld/. O norte-americano equivalente do britânico /əʊ/, /oʊ/, pode ser fácil notar como se assemelha ao ditongo português [ow]. Falantes podem também ter dificuldades de distinguir entre schwa e /ʌ/.
- Num contexto britânico, o ditongo /əʊ/ poder também ser pronunciado como o ditongo do português eu, [ew].
- Persistente preferência por /æ/ do que /ɑː/ (mesmo se a pronuncia alvo seja o sotaque prestígio da Inglaterra), e uso de /æ/ dentro do espaço do IPA [ɛ] (o português /ɛ/ é frequentemente [æ], o que faz ainda mais devido à confusão em produção e percepção), por exemplo can't, sempre em RP, poderá soar como uma pronúncia americana de Kent. Alguns podem até mesmo ir tão longe como tendo [le̞st] em vez de /læst ~ lɑːst/ para last.

Pronúncia de consoantes
- Dificuldade com as fricativas dentais /θ/ e /ð/. Esses podem ser em vez frontais [f v], paradas [t̪ d̪] ou sibilantes [s̻ z̻].
- Falantes podem pronunciar palavras iniciais de r como um r gutural ou alguma vibrante múltipla alveolar). Estes geralmente soam para falantes do inglês como /h/, levando à confusão entre ray e hay, red e head, height e right, etc.
- Neutralização da coda /m n ŋ/, dando preferência a uma gama de múltiplas vogais nasais (geralmente formando ditongos aleatórios com [j̃ w̃ ɰ̃], ou também aleatoriamente perdendo-os, de modo que sent e saint, song e sown, são homófonos) originando da supressão deles. Vogais são também geralmente fortemente nasalados quando são tônicos e sucedidos por uma consoante nasal, mesmo se a consonante começa uma sílaba completa depois.
- Variação dos níveis de aspiração das paradas mudas /p t k/, que podem soar como /b d g/.
- Perda do contraste entre paradas coronais /t d/ e fricativas pós-alveolares /tʃ dʒ/ devido à palatalização do anterior, antes de vogais como /iː/, /ɪ/, /juː/,[11] e /h/.
- Epentético [i]) a terminar em encontros consonantais.
- Palatalização devido à epentética /ɪ ~ iː/, como em night soa ligeiramente como nightch ([ˈnajtɕ ~ ˈnajtɕi̥] ao invés de /ˈnaɪt/) ed light soa como lightchie ([ˈlajtɕi] ao invés de /laɪt/).
- Perda da intonação, na silaba final [i ~ ɪ ~ ɨ] palataliza, assim city soa ligeiramente como sitch ([ˈsitɕ ~ sitɕi̥] ao invés de /ˈsɪti/).
- Fricativas pós-alveolares /tʃ dʒ/ são facilmente confundidas com as fricativas correspondente deles /ʃ ʒ/, geralmente fundem chip e ship, cheap e sheep, e pledger com pleasure.
- Ausência do contraste da voz parar fricativas codas. He's, hiss e his são facilmente transformados em homófonos. Há pronuncias da ortografia, com todas as palavras com schwas históricos deixados na ortografia sendo pronunciados /z/ mesmo quando o usual poderia ser /s/, são também possíveis.
- Inglês é menos propenso a um sândi liaison perfeito do que no português, espanhol e francês podem ser. Geralmente, duas consoantes idênticas ou muito similares seguem um ao outro dentro de uma linha, cada um numa palavra diferente, e ambos podem ser pronunciados. Brasileiros podem realizar qualquer epêntese ou excluir um deles. Como em, this stop é produzido tanto [ˈdis i̥sˈtɒpi̥ ~ ˈdiz isˈtɒpi̥] ou [ˈdi sˈtɒpi̥], ao invés do nativo /ðɪs ˈstɒp/.
- Em português, as semi-vogais [j] e [w] podem ser vocalizadas à suas correspondentes vogais ([i] e [u, respectivamente).[12] Assim I love you é pronunciado [ˈaj ˈlɐviː ˈuː].  Estas semivogais podem também são inseridas na forma epentética entre vogais de qualidades muito diferentes.
- Para a exceção de /s ~ z/ (aqui representados com uma perda do contraste no final de uma palavra) e /r/, consoantes tendem a não elidir correspondentes ou assimila o fonema da próxima palavra, mesmo na fala articulada. Isto significa, por exemplo, epênteses ocasionais ainda que a seguinte palavra começa numa vogal, como na língua nativa deles (not[ɕi] verdadeiramente).

### Catalão
- Ensurdecimento das consoantes finais:[13] /b d ɡ v z dʒ ʒ/ to [p t k f s tʃ ʃ].

P. ex. phase pode ser pronunciado como face (muito embora o catalão tem ambos fonemas /s/ e /z/).[14]
- Confusões no comprimento da vogal.[13]
- Confusão de /æ/ /ɑ(ː)/ /ʌ/, geralmente realizado como [a][13]
- Confusão de /ɪ/ /i(ː)/, habitualmente realizado como [i].[13]
- Confusão de /ʊ/ /u(ː)/, geralmente realizado como [u].[13]
- Confusão de /ɔ(ː)/ /ɒ/, habitualmente realizado como [ɔ] ou [o].[13]
- Confusão de /b/ /v/, geralmente realizado como [b~β] (/b/ /v/ são apenas distinguíveis em valenciano e baleário).[14]
- A pronúncia rótica, com /r/ pronunciada como um trinado [r] ou um flap [ɾ].[14]
- Dificuldades com grupos de palavras iniciadas por /s/, onde num epentético e é geralmente adicionado.[15]

P. ex. stop sendo pronunciado estop.[15]
- Simplificação de algumas palavras com encontro consonantal.[15]

P. ex. instant sendo pronunciado instan[15]
- Variação da intonação mais limitada, com ênfase feito com o comprimento extra ao invés duma variação extra da intonação.[16]
- Problemas com acentos tônicos variáveis.[13]

P. ex. the blackbird. vs. the black bird.[13]
- Problemas com acentos tônicos contrastivos.[13]

P. ex. with sugar or without sugar? (o segundo sugar tem a tonicidade mais pesada)[13]

### Francês
- Porque das diferenças fonéticas entre inglês e francês róticos, falantes podem perceber o /r/ inglês, alofonicamente labializado para [ɹʷ], como /w/ e ter duplo distinção entre /r/ e /w/.[13]
- Falantes de francês tem dificuldade com /h/ e sistematicamente os apaga, como a maioria dos dialetos franceses não tem este som.[14]

### Alemão
- Falantes podem não velarizar /l/ em posições coda como a maior parte dos falantes nativos fazem.[4]
- Eles tem uma menor variação de intonação, menos reduções em grupos consonantais e menos reduções de voga.[15]

### Hebraico
- A falta de discriminação em hebraico entre vogais tensas e relaxadas fazem uma correta pronuncia das palavras do inglês tal como hit/heat e cook/kook difíceis.[16]
- As fricativas dentais /ð/ (como em "the") e /θ/ (como em "think") são geralmente mal pronunciada.[16]
- Falantes de hebraico podem confundir /w/ e /v/.[16]
- Em hebraico, palavras tônicas é habitualmente na última ou penúltimas silabas duma palavra; falantes podem levar o sistema tonal deles para o inglês, o qual tem um sistema muito mais variado de acentos tônicos.[16] Falantes de hebraico podem também usar a intonação padrão do hebraico coisa que marcam eles como falantes estrangeiros de inglês.[16]

### Húngaro
- As fricativas dentais /θ/ e /ð/ possivelmente são realizadas respectivamente como [s̻] e [d̪].[17]
- Como o húngaro falta o fonema /w/, muitos falantes de húngaro substituem /v/ por /w/ quando falam em inglês. Uma prática menos frequente é a hipercorreção: substituindo /w/ por /v/ em instâncias onde a letra é atualmente correta.[18]

### Italiano
Um estudo em crianças italianas na pronúncia do inglês revelou as seguintes características:
- Tendencia a realizar as vogais altas relaxadas do inglês /ɪ/ e /ʊ/ como [i] e [u] (ex: "fill" e "feel" são homófonos, como são "cook" e "kook"), pois o italiano não tem aquelas vogais.
- Tendencia a realizar /ŋ/ como [ŋɡ] ("singer" rima com "finger") ou como [n] porque o italiano [ŋ] é um alófono de /n/ antes de paradas velares.
- Tendencia a realizar uma palavra que inicia /sm/ com [zm], p. ex. small [zmɔl]. Este vozeamento também se aplica para /sl/ e /sn/.
- Tendencia a adicionar /h/ vogais iniciais de algumas palavras, devido à hipercorreção.
- Tendencia a relicar /ʌ/ como [a] assim mother é pronunciado [ˈmad̪ɛr] ao invés de ['mʌðəɻ].
- Italiano não tem fircativas dentais:
  - Não vozeada /θ/ possivelmente realizada como [t̪] or [f].
  - Vozeada /ð/ possivelmente realizada como [d̪].
- Desde /t/ e /d/ são tipicamente pronunciados sempre como paradas dentais, palavras como there e dare podem torna-se homófonos.
- /æ/ é geralmente realizado como [ɛ], assim bag [bæɡ] soa como beg [bɛɡ].
- Tendencia a pronunciar /k/, /p/, /t/ como paradas não-aspiradas.
- Schwa [ə] não existe em italiano; falantes tendem a falar a vogal escrita com pronúncia total, p. ex. lemon [ˈlɛmɔn], television [ˌt̪ɛleˈviʒɔn], parrot [ˈpɛr(ː)ɔt̪], intelligent [in̪ˈt̪ɛl(ː)idʒɛn̪t̪], water [ˈwɔt̪ɛr], sugar [ˈʃuɡar].
- Falantes de italiano poderá pronunciar a consoante final das palavras do inglês com uma forte compensação vocálica, especialmente nas palavras isoladas, p. ex. dog [ˈdɔɡːə].
- Tendencia a realizar /r/ como [r]; um trinado ao invés de uma aproximante nativa [ɹ]~[ɻ].

Em adição, italianos aprendendo inglês tem uma tendência a pronunciar palavras como eles são soletrados (escritos), assim walk fica [walk], guide torna-se [ɡwid̪], e boiled é [ˈbɔilɛd]. Isto também é verdade para estrangeirismos emprestados do inglês como water, o qual é pronunciado [ˈvat̪ɛr] ao invés de [ˈwɔːtə]. Relacionado a isso é o fato de muitos italianos produzirem /r/ onde quer que esteja escrito (p. ex. star [star]), resultando numa variante rótica, sempre quando o dialeto do inglês que estão aprendendo é uma variante não rótica.

### Japonês
- Falantes tendem a confundir /l/ e /r/ ambos em percepção e produção,[20] na língua japonesa não há distinção nenhuma com consoantes laterais. O fonema japonês mais próximo para qualquer um destes é /z/, embora falantes pode ouvir Inglês /r/ como semelhante ao japonês /w/.[21]

### Russo
- Não há um /w/ em Russian; falantes tipicamente substituem [v][22] ou [u].
- Falantes nativos russos tendem a produzir uma audível liberação para consoantes finais e em grupos consonantais e são provavelmente transferidas para a fala em inglês, criando liberações inapropriadas de estouros finais que soam demais cautelosos, afetados e sempre causando aos ouvintes nativos perceberem como sílabas átonas extras.[23]
- Há nenhuma fricativa dental (/θ/ e /ð/) no russo, e falantes nativos de russos podem pronunciar-las como [s] r [z].[24]
- Dificuldades com vogais do inglês. Falantes de russo podem ter dificuldade na distinção de /iː/ e /ɪ/, /æ/ e /ɛ/, e /uː/ e /ʊ/; da mesma forma, a pronúncia dos falantes das vogais longas podem soar mais como o correspondentes deles (p. ex. /ɑː/ pode soar mais próximo de /æ/) [25]
- Falantes tipicamente realizam /r/ no inglês como [r], o nativo russo rótico.[25]
- Igualmente, /h/ pode ser pronunciado como o mais equivalente no russo, [x].[25][26]

### Espanhol
- Confusões no comprimento da vogal.[13]
- Confusão de /æ/ /ɑ(ː)/ /ʌ/, normalmente realizado como [a][13]
- Confusão de /ɪ/ /i(ː)/, geralmente realizado como [i].[13]
- Confusão de /ʊ/ /u(ː)/, usualmente realizado como [u].[13]
- Confusão de /ɔ(ː)/ /ɒ/, geralmente realizado como [o].[13]
- Em espanhol não se expressa os contrastes entre as fricativas (e é uma fricativa), falantes podem neutralizar contrastes entre /s/ e /z/; igualmente, fricativas podem assimilar a vocalização duma consoante seguinte.[27]
- A pronúncia rótica, com /r/ pronunciada como um trinado [r] ou um flap [ɾ].[14]
- Falantes cubanos e outros centro-americanos tendem fundir /tʃ/ com /ʃ/, e /dʒ, ʒ/ com /ɪ/.[27]
- /ɪ/ e /w/ geralmente apresenta um flutuante grau de encerramento.[27]
- Pela maior parte (especialmente na fala coloquial), o espanhol permite apenas cinco (ou seis) consoantes nas finais das palavras: /θ/, /s/, /n/, /r/ e /l/; falantes podem omitirem as consonantes no final da palavra para além destas, oo alterar-las (por exemplo, por tornar /m/ para /n/ ou /ŋ/).[5]
- Em espanhol, /s/ deve imediatamente preceder ou seguir uma vogal; geralmente uma palavra começa com [s] + consoante irá obter uma vogal epentética (tipicamente [e̞]) faz uma pronúncia dura [e̞sˈto̞mp] ao invés de [stɒmp].[5]
- Em espanhol, o fonema /θ/ existe apenas em algumas partes da Espanha; onde este som aparece em inglês, falante de outros dialetos do espanhol substituem /θ/ por /t/, /s/ ou /f/.[27]
- Falantes tendem a fundir /ð/ e /d/, pronunciando ambos como uma plosiva a menos que eles ocorra em posição intervocálica, em tais casos eles são pronounciados como uma fricativa.[28] Um processo similar ocorre com /v/ e /b/.[27]
- Os três fonemas nasais do espanhol neutralizam em posição- coda; falantes podem invariavelmente pronunciar consoantes nasais como homorgânicos a uma consoante seguinte; se o final da palavra (como em welcome) é comum realizações incluírem [n], eliminando com nasalização da vogal precedente, ou [ŋ].[27]
- Ensurdecimento das consoantes finais.[13]
- Variação da intonação mais limitada, com ênfase feito com o comprimento extra ao invés duma variação extra da intonação.[16]
- Problemas com acentos tônicos variáveis.[13]

P. ex. the blackbird. vs. the black bird.[13]
- Problemas com acentos tônicos contrastivos.[13]

P. ex. with sugar or without sugar?
(o segundo sugar tem a tonicidade mais pesada)[13]

### Vietnamita
Nota: Tem três principais dialetos no vietnamita, um nortista centrado em Hanói, um central cujo sotaque de prestígio está centrado em Huế, e um sulista está centrado em Cidade de Ho Chi Minh.
- Falantes podem não produzir as consoantes finais uma vez que existem menos consoantes finais em vietnamita e das que existem, diferem na qualidade fonética deles:[29]
  - Final /b/ é provavelmente confundindo com /p/.
  - Final /d/ é provavelmente confundindo com /t/.
  - Final /f/ é provavelmente confundindo com /p/.
  - Final /v/ é provavelmente confundindo com /p/.
  - Final /s/ pode provavelmente ser omitido.
  - Final /ʃ/ pode provavelmente ser omitido.
  - Final /z/ pode provavelmente ser omitido.
  - Final /tʃ/ pode provavelmente ser omitido.
  - Final /l/ é provavelmente confundindo com /n/, mas alguns vietnamitas pronunciam a palavra bell como [ɓɛu̯]
  - Final /t/ é provavelmente confundindo com /k/ por vietnamitas sulistas.
- Falantes tem também dificuldades com grupos de consoantes do inglês,[30] com segmentos sendo omitidos ou vogais epentéticas sendo inseridas.[31]
- Falantes podem não aspirar as initiais /p/, /t/, /k/ e /tʃ/, falantes nativos de inglês pensam que eles pronunciam como /d/ e /ɡ/. Por exemplo, quando pessoas vietnamitas pronuncia a palavras tie, falantes nativos de inglês pensam que eles disseram a palavra die ou dye, respectivamente.[32]
- Podem dependendo de alguns casos de onde o vietnamita é originário dalgum lugar, os falantes geralmente tem dificuldade com os fonemas seguintes:[30]
  - /θ/, tal é confundido com /t/, /s/.
  - /ð/, o qual é confundido com /d/, /z/.
  - /p/, tal é confundido com /b/ (especialmente em dialetos sulistas).
  - /ɡ/, o qual é confundido com /k/.
  - /dʒ/, tal é confundido com /z/.
  - /ʒ/, o qual é confundido com /z/ ou /dʒ/.
  - /s/, tal é confundido com /ʃ/ por vietnamitas nortistas.
  - /tr/, o qual é confundido com /dʒ/, /tʃ/, ou /t/ por vietnamitas nortistas.
  - /v/, tal é confundido com /ɪ/ by southern Vietnamese.
  - /ɪ/, o qual é confundido com /iː/.
  - /ʊ/, tal é confundido com /uː/ ou /ʌ/.
  - /æ/, o qual é confundido com /ɑː/.
- Vietnamita é uma língua tonal e falantes dela podem tentar usar o sistema tonal vietnamita ou usar meio tom com as palavras do inglês, mas eles pronunciam com um tom alto quando a sílaba fechada é seguida por /p, t, k/. Eles também podem associar tons para o padrão entonacional duma sentença e tornar-se confuso com essas mudanças flexionadas.[31][clarification needed]

## Outras leituras
- Wiik, K. (1965), Finnish and English Vowels: A comparison with special reference to the learning problems met by native speakers of Finnish learning English, Turku: Annales Universitatis Turkuensis